# 吴学敏
吴学敏（1935年9月14日—2021年5月12日），籍贯浙江省湖州市，毕业于上海同济大学工民建专业，中国建筑设计研究院原总工程师，1998年至2010年任国务院参事。